# Camilla (Georgia)
Camilla város az USA Georgia államában. Lakosainak száma 5187 fő (2020. április 1.).

## Népesség
A település népességének változása:

| 2010 | 5 360 |
| 2020 | 5 187 |